# 蓬萊籟簫
，是菊科香青属的植物，为台灣特有種。分布在高山草地。